# 阿伦航空

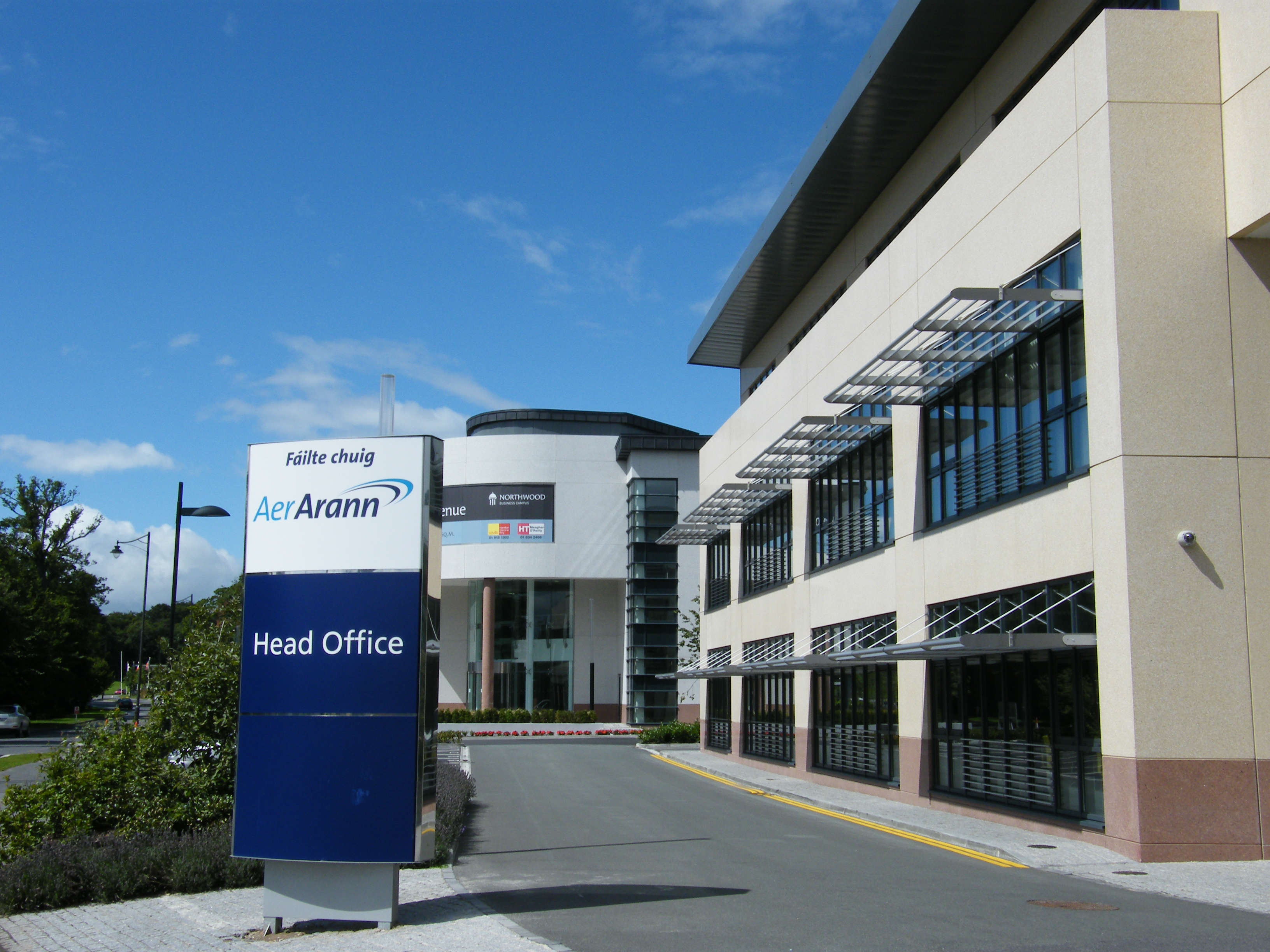
阿伦航空在都柏林的总部

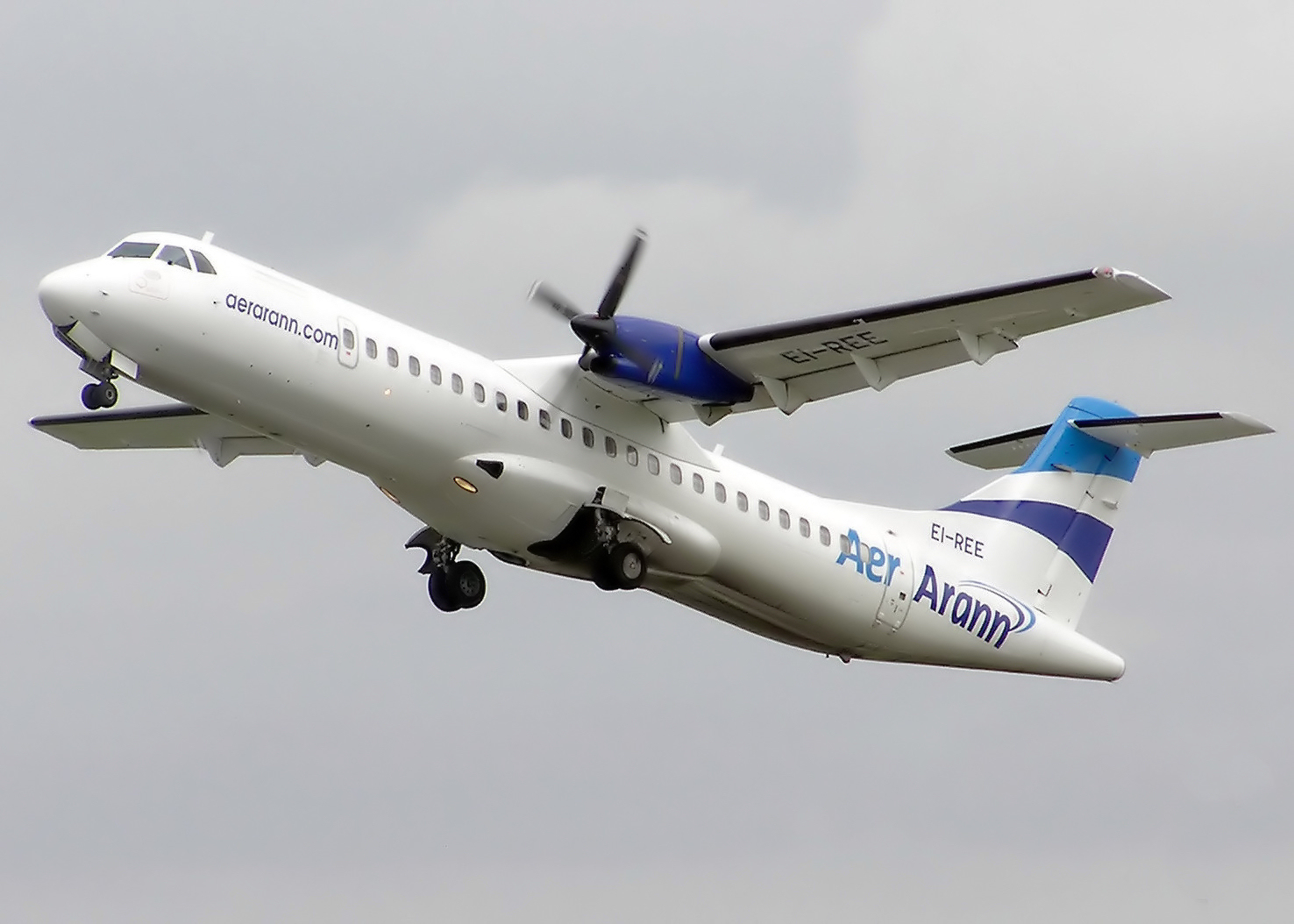
阿伦航空ATR 72 从布里斯托尔机场起飞

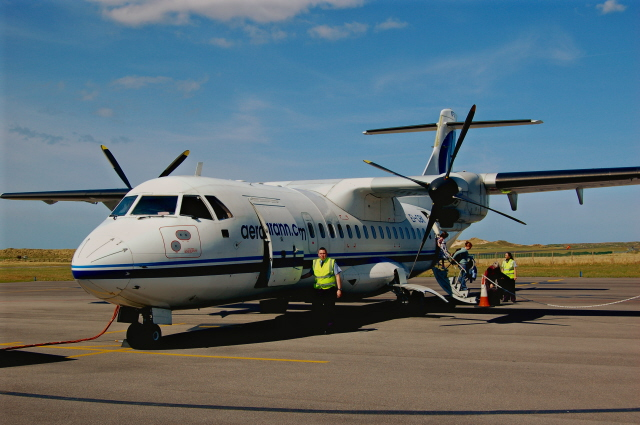
阿伦航空ATR 42的舊塗裝，在多內加爾機場

阿伦航空是一家位於爱尔兰共和国都柏林的支線航空公司。 阿伦航空运营从爱尔兰和马恩岛到爱尔兰、英国和法国的定期航班，共有17架飞机。阿伦航空从成立時只有只有一架飞机，現扩展为爱尔兰第三大航空公司，仅次于瑞安航空和 爱尔兰航空。阿伦航空有3个樞紐機場，包括戈尔韦机场、马恩岛机场和沃特福德机场，以及在“阿伦航空群岛”品牌下的康尼马拉机场。阿伦航空还在爱尔兰地區航空品牌下有科克机场、都柏林机场和香农机场三个樞紐機場。

## 历史
阿伦航空於1970年成立，最初提供从戈尔韦到爱尔兰西海岸阿伦群岛的短程跨海班机服务。该服务始于1970年8月，使用一架布里頓-諾曼海島人飞机。现在该服务已经改为較近的康尼馬拉機場出发，以阿伦航空群岛品牌运营，仍然使用海島人飞机。
1994年是阿伦航空一个转折点，Pádraig Ó Céidigh收购了该公司。Ó Céidigh开始扩张阿伦航空的机队和航点，于1998年开始提供定期航班服务。同年爱尔兰政府授予阿伦航空「公共服務職責」（Public service obligation），允許經營多内加尔－都柏林以及斯莱戈－都柏林航線。
2002年阿伦航空开始執行英国和泽西岛的航线，随后在2004年开设布列塔尼的洛里昂和南特的航线。2007年，阿倫航空的營業額超過100萬歐元，載客量超過115萬人次。2008年阿倫航空獲得重大的認證，銷售及市場總監Colin Lewis獲得由愛爾蘭市場學院頒發的「年度最佳愛爾蘭市場領導」。同年與內斯航空達成特许加盟协议，擴展服務至阿姆斯特丹、波爾多、馬拉加和法魯，在夏季使用BAe 146營運，而在2009年1月終止的阿姆斯特丹航線則用ATR 72-500。
2008年10月，由於載客量下降，阿倫航空宣佈會執行節流計劃，將會集中經營一些非定期航班及以濕租方式經營，並指出將會裁員100人，但後來減至70人。阿倫航空的重要航線依舊沒有改變。
2010年1月，阿伦航空和爱尔兰航空合作建立了爱尔兰地區航空，使阿倫航空移除在科克和都林柏的基地。8月26日，阿倫航空遭到财务审查，臨時受到法庭保護，所有航班包括愛爾蘭地區航空會正常運作。法庭推斷阿倫航空在2011年可能獲得盈利。
2010年10月，英国物流公司Stobart集團成为阿伦航空的意向买家，同时宣布阿伦航空将开设至伦敦绍森德机场航线，連接爱尔兰和法国，甚至考慮在法國增設基地。

## 航点
- 2009年1月15日，阿布扎比的阿提哈德航空與阿伦航空签订了代码共享协议，使戈尔韦和马恩岛的旅客可以以阿提哈德航空的名义飞往阿布扎比。[9]后来代码共享扩展至Ireland West Knock和斯莱戈航线。

### 愛爾蘭航空聯盟
2010年2月愛爾蘭航空宣佈，會與阿倫航空一起創辦子公司愛爾蘭地區航空，部份會由阿倫航空營運，但利潤歸愛爾蘭航空。愛爾蘭航空並沒有阿倫航空股權，但此計劃涉及愛爾蘭航空在阿倫航士服務上批量購買座位。此行動使愛爾蘭航空能在無需增加機隊及服務機場的情況下，擴展其服務範圍，深入一些愛爾蘭航空飛機無法進入的機場。協議涉及所有阿倫航空以往在科克的航班及愛爾蘭航空在都柏林、格拉斯哥、愛丁堡、加的夫及唐卡斯特的新航班。此服務於2010年3月28日展開。

## 机队
阿伦航空机队包括以下飞机 （截至2014年3月）:
阿倫航空平均機均為11.2年。